# Сластников, Всеволод Степанович
Всеволод Степанович Сластников (1915—1972) — советский государственный и партийный деятель. Председатель горисполкома (1955—1957) и первый секретарь горкома КПСС (1957—1959) Казани.

## Биография
Родился в 1915 г. в с. Лузино Омской губернии. В 1939 г. закончил Казанский химико-технологический институт по специальности инженер-химик-технолог. С 1939 по 1940 г. работал на заводе № 558 в Павлограде. В 1940—1955 гг. — на Казанском заводе № 40 мастером смены, начальником мастерской, начальником ОТК, а в 1952—1955 годах — директором завода.
При его непосредственном участии внедрена установка по улавливанию кислот, построены две непрерывные линии производства порохов по новой технологии.
17 марта 1955 г. избран председателем исполкома Казанского городского совета. В 1957 по 1959 гг. — первый секретарь Казанского городского комитета КПСС. С 1959 года — заместитель председателя Совета министров Татарской АССР, с 1971 г. — председатель Госплана ТАССР. Делегат XXI съезда КПСС (1959). Награжден медалями
Скончался 15 января 1972 года.